# Igor Antón
Igor Antón Hernández (født 2. marts 1983) er en tidligere spansk (baskisk) professionel landevejsrytter.
I 2006 vandt Igor Antón 16. etape i Vuelta a España.